# 歌でつなごう 〜被災者のみなさんへ〜
『歌でつなごう 〜被災者のみなさんへ〜』（うたでつなごう ひさいしゃの みなさんへ）は、日本放送協会（NHK）のテレビ放送で2011年3月19日から5月下旬まで、3分間放送されていたミニ番組である。
本稿では、特別番組として放送された『歌でつなごう 〜いま、あなたに届けたい〜』（うたでつなごう いま あなたにとどけたい）と、2012年から2016年まで毎年3月に開催されたチャリティーコンサート『震災から○年 "明日へ"コンサート』（しんさいから○ねん あしたへコンサート）についても記述する。

## 概要
2011年3月11日に発生した東北地方太平洋沖地震（東日本大震災）で被災した人々を激励するため、日本国内で活躍する歌手が歌とともにメッセージを届けるというもので、番組では歌手のメッセージや楽曲のほか、NHKが受け付けている『東日本大震災義援金』の募金受付告知も行っていた。タイトルの『歌でつなごう』は前年の紅白歌合戦のテーマから引用されている。
『NHK紅白歌合戦』、『NHK歌謡コンサート』、『SONGS』、『MUSIC JAPAN』といったNHK音楽番組の過去の映像が使用された。

## 放送
- 放送期間：2011年3月19日 - 5月下旬
- チャンネル：NHKのテレビ放送（総合テレビ、Eテレ、BSプレミアム）[注釈 1]
- 放送時間：番組前後の3分（インターバル）[注釈 2]

## 放送された楽曲
曲順は歌手の50音順。
| 曲名                      | 歌手名             |
| ------------------------- | ------------------ |
| ふるさと                  | 嵐                 |
| 手紙 〜拝啓 十五の君へ〜  | アンジェラ・アキ   |
| PIECE OF MY WISH          | 今井美樹           |
| 時をこえ                  | HY                 |
| 帰ろかな                  | 北島三郎           |
| INORI 〜祈り〜            | クミコ             |
| 奇跡 〜大きな愛のように〜 | さだまさし         |
| 北国の春                  | 千昌夫             |
| 贈る言葉                  | 武田鉄矢（海援隊） |
| 赤いスイートピー          | 德永英明           |
| 嫁に来ないか              | 新沼謙治           |
| Best Friend               | 西野カナ           |
| あの娘と野菊と渡し舟      | 氷川きよし         |
| Jupiter                   | 平原綾香           |
| あとひとつ                | FUNKY MONKEY BABYS |
| 君に届け                  | flumpool           |
| 夫婦坂                    | 都はるみ           |
| Stand Alone               | 森麻季             |
| さくら (独唱)             | 森山直太朗         |
| いつの日か                | 矢沢永吉           |
| Hey和                     | ゆず               |
| あの鐘を鳴らすのはあなた  | 和田アキ子         |

## 特別番組

### 『歌でつなごう 〜いま、あなたに届けたい〜』
概要
2011年5月3日に総合テレビにて放送された特別番組で、東日本大震災の発生から2カ月が経過し、厳しい避難生活が続く中で復興へと歩み始めた被災地や被災者の姿と、日本そして世界各国からの支援の動き等を紹介しながら、歌手・アーティストがスタジオで楽曲を披露した。
この番組には被災県出身の歌手・アーティストも出演しており、岩手県陸前高田市出身で実家も大きな被害を受けた千昌夫はスタジオにて、避難所にいる母親と故郷への思いを語ったほか、やはり被災地域である宮城県女川町出身の中村雅俊も、愛する故郷への思いを語った。また、鳥羽一郎の歌の前には鳥羽が震災後の女川漁港に出向いたり、震災で漁ができなくなった漁師らを訪ねる様子が紹介されるなど、随所に被災地や被災者のその後が映し出された。
番組エンディングでは、仙台市立八軒中学校の合唱部の生徒が『あすという日が』を合唱する映像が紹介された。また、番組途中で『東日本大震災義援金』の募金受付告知が放送された。
放送日時
- 2011年5月3日（火曜日） 19:30 - 20:43（JST、以下略）

司会
- 森田美由紀（NHKアナウンサー、東京アナウンス室）

楽曲
| 演奏順 | 曲名                     | 歌手名             |
| ------ | ------------------------ | ------------------ |
| 1曲目  | 星つむぎの歌             | 平原綾香           |
| 2曲目  | あとひとつ               | FUNKY MONKEY BABYS |
| 3曲目  | 北国の春                 | 千昌夫             |
| 4曲目  | 涙そうそう               | 夏川りみ           |
| 5曲目  | Happiness                | 嵐                 |
| 6曲目  | ふるさと                 | 嵐                 |
| 7曲目  | 兄弟船                   | 鳥羽一郎           |
| 8曲目  | ハナミズキ               | 一青窈             |
| 9曲目  | 手紙 〜拝啓 十五の君へ〜 | アンジェラ・アキ   |
| 10曲目 | ふれあい                 | 中村雅俊           |

## 『震災から○年 "明日へ"コンサート』
『震災から○年 "明日へ"コンサート』（しんさいから○ねん あしたへコンサート）は、2012年から2016年まで毎年3月に開催されたチャリティーコンサートであり、音楽番組である。

### 『震災から1年 "明日へ"コンサート』
概要
震災から1年が経過することを受けて、千葉県千葉市の幕張メッセ（メイン会場）と福島県須賀川市の須賀川市文化センターの2会場で行われたコンサートの模様を放送した番組。通常の音楽番組とは異なり同一アーティストが複数回出番が回ってくるという形式となっているほか、曲披露の合間に被災地における支援活動等の模様を挟みながらの放送となった。主に前半は須賀川会場で演歌歌手が、後半は幕張会場で邦楽歌手が多数出演した。
1曲目「帰ろかな」から19曲目「まつり」までは須賀川会場からの中継で、NHK総合では35曲目「not alone 〜幸せになろうよ〜」から48曲目「世界に一つだけの花」までの14曲を放送した。また、ゆずは福島県郡山市にある福島県立安積黎明高等学校から中継で出演して当高校の合唱団と共に曲を披露したほか、DREAMS COME TRUEは生出演ではなくロサンゼルスで行われたライブ映像を放送する形での出演となった。
放送日時
- NHK BSプレミアム：2012年3月10日（土曜日） 16:00 - 22:00[注釈 7]
- NHK総合：同日 19:30 - 20:45（第2部を中途からのみの飛び乗りおよび飛び降り、リアルタイム字幕放送にも対応）[注釈 8]
- 平均視聴率は9.1%。

総合司会
- 中居正広（当時SMAP）
- 有働由美子（当時NHKアナウンサー、東京アナウンス室）

須賀川会場司会
- 小田切千（NHKアナウンサー、東京アナウンス室）

披露曲
| 会場   | 演奏順 | 曲名                                      | 歌手名                            |
| ------ | ------ | ----------------------------------------- | --------------------------------- |
| 須賀川 | 1曲目  | 帰ろかな                                  | 北島三郎                          |
| 須賀川 | 2曲目  | 夜明けのスキャット                        | 由紀さおり                        |
| 須賀川 | 3曲目  | また君に恋してる                          | 坂本冬美                          |
| 須賀川 | 4曲目  | おひさま〜大切なあなたへ                  | 平原綾香                          |
| 須賀川 | 5曲目  | 何度でも                                  | 平原綾香                          |
| 須賀川 | 6曲目  | 時代                                      | 一青窈                            |
| 須賀川 | 7曲目  | もしもピアノが弾けたなら                  | 西田敏行                          |
| 須賀川 | 8曲目  | あの街に生まれて                          | 西田敏行                          |
| 須賀川 | 9曲目  | 故郷                                      | 由紀さおり + 安田祥子             |
| 須賀川 | 10曲目 | 春の小川                                  | 由紀さおり + 安田祥子             |
| 須賀川 | 11曲目 | どじょっこふなっこ                        | 由紀さおり + 安田祥子             |
| 須賀川 | 12曲目 | 早春賦                                    | 由紀さおり + 安田祥子             |
| 須賀川 | 13曲目 | 花は咲く                                  | 須賀川会場の出演者全員            |
| 須賀川 | 14曲目 | フィンランディア                          | 仙台フィルハーモニー管弦楽団      |
| 須賀川 | 15曲目 | 世界がひとつになるまで                    | 郡山市立大島小学校合唱部          |
| 須賀川 | 16曲目 | ハナミズキ                                | 一青窈                            |
| 須賀川 | 17曲目 | Jupiter                                   | 平原綾香                          |
| 須賀川 | 18曲目 | 風に立つ                                  | 坂本冬美                          |
| 須賀川 | 19曲目 | まつり                                    | 北島三郎 + 須賀川会場の出演者全員 |
| 幕張   | 20曲目 | 風は吹いている                            | AKB48                             |
| 幕張   | 21曲目 | SHE! HER! HER!                            | Kis-My-Ft2                        |
| 幕張   | 22曲目 | We never give up!                         | Kis-My-Ft2                        |
| 幕張   | 23曲目 | 空はまるで                                | MONKEY MAJIK                      |
| 幕張   | 24曲目 | Headlight                                 | MONKEY MAJIK                      |
| 幕張   | 25曲目 | ぐるぐるカーテン                          | 乃木坂46                          |
| 幕張   | 26曲目 | 会いたかったかもしれない                  | 乃木坂46                          |
| 幕張   | 27曲目 | 3090〜愛のうた〜                          | LGMonkees                         |
| 幕張   | 28曲目 | 手をつなぎながら                          | SKE48                             |
| 幕張   | 29曲目 | 片想いFinally                             | SKE48                             |
| 幕張   | 30曲目 | GIVE ME FIVE!                             | AKB48                             |
| 幕張   | 31曲目 | 栄光の架橋                                | ゆず                              |
| 幕張   | 32曲目 | ベイビー・アイラブユー                    | シェネル                          |
| 幕張   | 33曲目 | どんな未来にも愛はある                    | flumpool                          |
| 幕張   | 34曲目 | 君に届け                                  | flumpool                          |
| 幕張   | 35曲目 | not alone 〜幸せになろうよ〜              | SMAP                              |
| 幕張   | 36曲目 | 1!2!3!4! ヨロシク!                        | SKE48                             |
| 幕張   | 37曲目 | Hey和                                     | ゆず                              |
| 幕張   | 38曲目 | RIVER                                     | AKB48                             |
| 幕張   | 39曲目 | SAKURA                                    | いきものがかり                    |
| 幕張   | 40曲目 | オリジナル スマイル                       | SMAP                              |
| 幕張   | 41曲目 | 上を向いて歩こう                          | 徳永英明                          |
| 幕張   | 42曲目 | Everybody Go                              | Kis-My-Ft2                        |
| 幕張   | 43曲目 | 桜の花びらたち                            | AKB48 + SKE48                     |
| 幕張   | 44曲目 | ポリリズム                                | Perfume                           |
| 幕張   | 45曲目 | 男の子女の子                              | 郷ひろみ                          |
| 幕張   | 46曲目 | 2億4千万の瞳                              | 郷ひろみ                          |
| 幕張   | 47曲目 | 証                                        | flumpool                          |
| 幕張   | 48曲目 | 世界に一つだけの花                        | SMAP                              |
| 幕張   | 49曲目 | ススメ!                                   | SMAP                              |
| 幕張   | 50曲目 | はじまりのうた                            | SMAP                              |
| 幕張   | 51曲目 | 366日                                     | HY                                |
| 幕張   | 52曲目 | 南風                                      | HY                                |
| 幕張   | 53曲目 | スパイス                                  | Perfume                           |
| 幕張   | 54曲目 | ワンルーム・ディスコ                      | Perfume                           |
| 幕張   | 55曲目 | 翼をください                              | 徳永英明                          |
| 幕張   | 56曲目 | 何度でも                                  | DREAMS COME TRUE                  |
| 幕張   | 57曲目 | 100万回の「I love you」                   | Rake                              |
| 幕張   | 58曲目 | 希望の歌                                  | Rake                              |
| 幕張   | 59曲目 | 福笑い                                    | 高橋優                            |
| 幕張   | 60曲目 | 卒業                                      | 高橋優                            |
| 幕張   | 61曲目 | ヘビーローテーション                      | AKB48 + SKE48                     |
| 幕張   | 62曲目 | 誰かのために -What can I do for someone?- | AKB48 + SKE48                     |
| 幕張   | 63曲目 | 歩いていこう                              | いきものがかり                    |

### 『震災から2年 "明日へ"コンサート』
概要
2013年の「震災から2年」へ向けての「"明日へ"」コンサートは2013年3月9日に、NHKホールで開催された。前回・2012年の同様のコンサートは演歌と邦楽で会場を分けていたが、今回はNHKホールに一本化し、東北地方出身や東北にゆかりのある歌手・アーティストによる演奏や歌唱が行われた。NHK総合では12曲目「This is love」から24曲目「前に!」までの13曲を放送した。
放送日時
- NHK BSプレミアム：2013年3月9日（土曜日） 18:30 - 22:00
  - 本放送：第1部は18:30 - 19:30、第2部は19:30 - 20:45、第3部は20:45 - 22:00
  - 再放送：2013年4月14日から4月28日まで、日曜日に3週続けて放送。第1部は4月14日15:30 - 16:30、第2部は4月21日15:00 - 16:15、第3部は4月28日16:00 - 17:15。
- NHK総合：同日 19:30 - 20:45（第2部のみ放送、リアルタイム字幕放送にも対応）
- 平均視聴率は、前年より3%下回る6.1%となった。

司会
- 中居正広
- 有働由美子

披露曲
| 部    | 演奏順 | 曲名                                      | 歌手名                                                                   |
| ----- | ------ | ----------------------------------------- | ------------------------------------------------------------------------ |
| 第1部 | 1曲目  | ヘビーローテーション                      | AKB48                                                                    |
| 第1部 | 2曲目  | Everybody Go                              | Kis-My-Ft2                                                               |
| 第1部 | 3曲目  | あの街に生まれて                          | 西田敏行                                                                 |
| 第1部 | 4曲目  | 誰かのために -What can I do for someone?- | NMB48                                                                    |
| 第1部 | 5曲目  | ナギイチ                                  | NMB48                                                                    |
| 第1部 | 6曲目  | 世界で一番ステキな君へ。                  | ソナーポケット                                                           |
| 第1部 | 7曲目  | バンザイVenus                             | SKE48                                                                    |
| 第1部 | 8曲目  | 悩みの森の真ん中で                        | 山下智久                                                                 |
| 第1部 | 9曲目  | ひょっこりひょうたん島                    | 鈴木福 + 谷花音                                                          |
| 第1部 | 10曲目 | If                                        | MONKEY MAJIK                                                             |
| 第1部 | 11曲目 | HOME                                      | アンジェラ・アキ                                                         |
| 第2部 | 12曲目 | This is love                              | SMAP                                                                     |
| 第2部 | 13曲目 | 風は吹いている                            | AKB48                                                                    |
| 第2部 | 14曲目 | We never give up!                         | Kis-My-Ft2                                                               |
| 第2部 | 15曲目 | 花は咲く                                  | 鈴木梨央 + 西田敏行 + 中村雅俊 + 荒川静香 + 原田直之 + 岩田華怜（AKB48） |
| 第2部 | 16曲目 | ヨイトマケの唄                            | 美輪明宏                                                                 |
| 第2部 | 17曲目 | 花火                                      | aiko                                                                     |
| 第2部 | 18曲目 | 上を向いて歩こう                          | 山下智久 + 宮本笑里                                                      |
| 第2部 | 19曲目 | I love you & I need you ふくしま          | 猪苗代湖ズ                                                               |
| 第2部 | 20曲目 | 虹                                        | ゆず                                                                     |
| 第2部 | 21曲目 | Dream Fighter                             | Perfume                                                                  |
| 第2部 | 22曲目 | 掌が語ること                              | AKB48 + SKE48 + NMB48                                                    |
| 第2部 | 23曲目 | Dear WOMAN                                | SMAP                                                                     |
| 第2部 | 24曲目 | 前に!                                     | SMAP                                                                     |
| 第3部 | 25曲目 | さかさまの空                              | SMAP                                                                     |
| 第3部 | 26曲目 | がんばりましょう                          | SMAP                                                                     |
| 第3部 | 27曲目 | ふるさとに愛してるきみがいるんだよ        | 猪苗代湖ズ                                                               |
| 第3部 | 28曲目 | 仲間の歌                                  | SKE48                                                                    |
| 第3部 | 29曲目 | 歩きましょう                              | 松本哲也                                                                 |
| 第3部 | 30曲目 | Aka                                       | aiko                                                                     |
| 第3部 | 31曲目 | My Resistance -タシカナモノ-              | Kis-My-Ft2                                                               |
| 第3部 | 32曲目 | 予定～宮城に帰ったら～                    | 中村雅俊                                                                 |
| 第3部 | 33曲目 | Headlight                                 | MONKEY MAJIK                                                             |
| 第3部 | 34曲目 | 雨と泪                                    | ゆず                                                                     |
| 第3部 | 35曲目 | 未来のミュージアム                        | Perfume                                                                  |
| 第3部 | 36曲目 | 桜の花びらたち                            | AKB48 + SKE48 + NMB48                                                    |
| 第3部 | 37曲目 | Progress                                  | スガシカオ                                                               |

### 『震災から3年 "明日へ"コンサート』
概要
2014年の「震災から3年」へ向けての「"明日へ"」コンサートは2014年3月10日に、NHKホールで開催された。第1部の平均視聴率は12.7%で、前年より6.6%上昇した。（ビデオリサーチ調べ、関東地区）
放送日時
- NHK総合：2014年3月10日（月曜日）19:30 - 20:45（第1部）
- NHK BSプレミアム：同日 20:45 - 22:00（第2部）

司会
- 中居正広
- 有働由美子

福島市会場司会
- 杉本麻紀（NHK福島放送局キャスター）

気仙沼市会場司会
- 合原明子（NHKアナウンサー、仙台放送局）

出演アーティスト
- さだまさし - 気仙沼市会場から中継出演
- 西田敏行 - 福島市会場から中継出演
- 坂本龍一 - 福島市会場から中継出演
- SMAP
- AKB48[注釈 9]
- Kis-My-Ft2
- Perfume
- ゆず
- 石川さゆり
- コブクロ
- SEKAI NO OWARI
- 森高千里
- 黒猫チェルシー
- 羽生結弦 - VTR出演のみ
- 能年玲奈 - VTR出演のみ

### 『震災から4年 "明日へ"コンサート』
概要
2015年の「震災から4年」へ向けての「"明日へ"」コンサートは2015年3月9日に、NHK101スタジオで非公開形式で放送。この年以降、BSプレミアムでの放送は行わず、放送時間も大幅短縮された。
放送日時
- NHK総合：2015年3月9日（月曜日）19:30 - 20:45

司会
- 中居正広
- 有働由美子

出演アーティスト
- 北島三郎[注釈 10]
- Kiroro
- SMAP
- AKB48[注釈 11]
- Kis-My-Ft2
- SEKAI NO OWARI
- 西田敏行
- Perfume
- ゆず
- 黒猫チェルシー[注釈 12]

### 『震災から5年 "明日へ"コンサート』
概要
2016年の「震災から5年」へ向けての「"明日へ"」コンサートは2016年3月12日に、福島県会津若松市會津風雅堂から生放送。
この時点で「解散騒動」の真っ最中にあったSMAPは、この後、『第67回NHK紅白歌合戦』を含め、この年に放送された音楽番組への出演を全て辞退したため、結果的にこの番組がグループとして最後のNHK出演、解散前最後の生歌唱となった。
NHKによると、2017年以降の放送は無く、この年の放送をもって事実上の最終回となった。
放送日時
- NHK総合：2016年3月12日（土曜日）19:30 - 21:00

司会
- 中居正広[5]
- 有働由美子

出演アーティスト
- 北島三郎
- さだまさし
- Kiroro
- SMAP
- Kis-My-Ft2
- SEKAI NO OWARI
- 乃木坂46
- Perfume
- プリンセス プリンセス[注釈 13]
- ゆず
- 八代亜紀
- 綾瀬はるか